# Кубок Шпенглера 2017
Кубок Шпенглера 2017 — 91-й традиційний турнір Кубок Шпенглера, що пройшов у швейцарському місті Давос з 26 по 31 грудня 2017 року. 
Окрім традиційних учасників: господарів хокейного клубу «Давос» та збірної команди Канади в ньому брали участь: національна збірна Швейцарії, латвійський клуб «Динамо» (Рига), чеський клуб «Маунтфілд» (Градець-Кралове) та фінський ГПК.

## Арена
Традиційно усі матчі турніру проходять на Вайлент Арені.

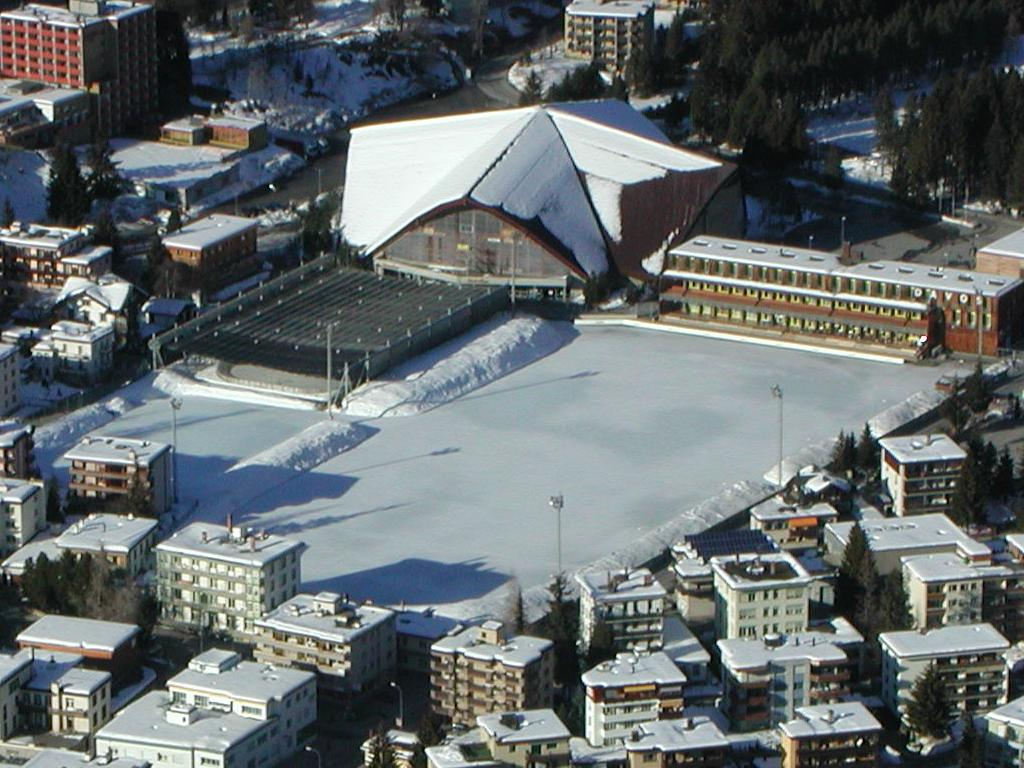
Вайлент Арена

## Регламент змагань
У кубку Шпенглера беруть участь шість хокейних колективів у двох групах.
У групах команди грають турнір за круговою системою: кожна з кожною. За перемогу в основний час нараховується три очки; команда, що програла, очок не отримує. Якщо ж основний час гри завершився нічиєю, командам зараховується по одному очку, а та з команд, що одержала перемогу в овертаймі або в серії післяматчевих штрафних кидків, отримує друге очко.
За регламентом змагань переможці груп виходять безпосередньо до півфіналу, а команди які зайняли 2-3 місця починають боротьбу з 1/4 фіналу.
Переможець фіналу отримує кубок Шпенглера.

## Попередній раунд

### Нарахування очок
- В (перемога в основний час) — 3 очка.
- ВО (перемога в овертаймі/булітах) — 2 очка.
- ПО (поразка в овертаймі/булітах) — 1 очко.
- П (поразка в основний час) — 0 очок.

### Група «Торріані»
| Команда         | В | ВО | ПО | П | ШЗ | ШП | Очк |
| --------------- | - | -- | -- | - | -- | -- | --- |
| Швейцарія       | 2 | 0  | 0  | 0 | 10 | 1  | 6   |
| «Динамо» (Рига) | 0 | 1  | 0  | 1 | 5  | 9  | 2   |
| ГПК             | 0 | 0  | 1  | 1 | 3  | 8  | 1   |

| 26 грудня 2017 15:00 | Швейцарія | 6 : 1 (3:0, 1:1, 2:0) | «Динамо» (Рига) | Вайлент Арена, Давос |

| Протокол | Протокол | Протокол | Протокол | Протокол |
| -------- | -------- | -------- | -------- | -------- |
|          |          |          |          |          |
|          |          |          |          |          |
|          |          |          |          |          |
|          |          |          |          |          |

| 27 грудня 2017 15:00 | ГПК | 3 : 4 ОТ (1:1, 0:1, 2:1, 0:1) | «Динамо» (Рига) | Вайлент Арена, Давос |

| Протокол | Протокол | Протокол | Протокол | Протокол |
| -------- | -------- | -------- | -------- | -------- |
|          |          |          |          |          |
|          |          |          |          |          |
|          |          |          |          |          |
|          |          |          |          |          |

| 28 грудня 2017 15:00 | Швейцарія | 4 : 0 (2:0, 0:0, 2:0) | ГПК | Вайлент Арена, Давос |

| Протокол | Протокол | Протокол | Протокол | Протокол |
| -------- | -------- | -------- | -------- | -------- |
|          |          |          |          |          |
|          |          |          |          |          |
|          |          |          |          |          |
|          |          |          |          |          |

### Група «Каттіні»
| Команда     | В | ВО | ПО | П | ШЗ | ШП | Очк |
| ----------- | - | -- | -- | - | -- | -- | --- |
| Канада      | 2 | 0  | 0  | 0 | 9  | 4  | 6   |
| «Давос»     | 1 | 0  | 0  | 1 | 6  | 5  | 3   |
| «Маунтфілд» | 0 | 0  | 0  | 2 | 4  | 10 | 0   |

| 26 грудня 2017 20:15 | «Маунтфілд» (Градець-Кралове) | 3 : 5 (1:2, 1:1, 1:2) | Канада | Вайлент Арена, Давос |

| Протокол | Протокол | Протокол | Протокол | Протокол |
| -------- | -------- | -------- | -------- | -------- |
|          |          |          |          |          |
|          |          |          |          |          |
|          |          |          |          |          |
|          |          |          |          |          |

| 27 грудня 2017 20:15 | «Давос» | 5 : 1 (1:0, 3:0, 1:1) | «Маунтфілд» (Градець-Кралове) | Вайлент Арена, Давос |

| Протокол | Протокол | Протокол | Протокол | Протокол |
| -------- | -------- | -------- | -------- | -------- |
|          |          |          |          |          |
|          |          |          |          |          |
|          |          |          |          |          |
|          |          |          |          |          |

| 28 грудня 2017 20:15 | Канада | 4 : 1 (0:1, 3:0, 1:0) | «Давос» | Вайлент Арена, Давос |

| Протокол | Протокол | Протокол | Протокол | Протокол |
| -------- | -------- | -------- | -------- | -------- |
|          |          |          |          |          |
|          |          |          |          |          |
|          |          |          |          |          |
|          |          |          |          |          |

## Фінальний раунд

### 1/4 фіналу
| 29 грудня 2017 15:00 | «Динамо» (Рига) | 1 : 4 (1:1, 0:1, 0:2) | «Маунтфілд» (Градець-Кралове) | Вайлент Арена, Давос |

| Протокол | Протокол | Протокол | Протокол | Протокол |
| -------- | -------- | -------- | -------- | -------- |
|          |          |          |          |          |
|          |          |          |          |          |
|          |          |          |          |          |
|          |          |          |          |          |

| 29 грудня 2017 20:15 | «Давос» | 4 : 2 (1:2, 1:0, 2:0) | ГПК | Вайлент Арена, Давос |

| Протокол | Протокол | Протокол | Протокол | Протокол |
| -------- | -------- | -------- | -------- | -------- |
|          |          |          |          |          |
|          |          |          |          |          |
|          |          |          |          |          |
|          |          |          |          |          |

### 1/2 фіналу
| 30 грудня 2017 15:00 | Канада | 5 : 2 (2:1, 1:1, 2:0) | «Маунтфілд» (Градець-Кралове) | Вайлент Арена, Давос |

| Протокол | Протокол | Протокол | Протокол | Протокол |
| -------- | -------- | -------- | -------- | -------- |
|          |          |          |          |          |
|          |          |          |          |          |
|          |          |          |          |          |
|          |          |          |          |          |

| 30 грудня 2017 20:15 | Швейцарія | 8 : 3 (2:2, 2:1, 4:0) | «Давос» | Вайлент Арена, Давос |

| Протокол | Протокол | Протокол | Протокол | Протокол |
| -------- | -------- | -------- | -------- | -------- |
|          |          |          |          |          |
|          |          |          |          |          |
|          |          |          |          |          |
|          |          |          |          |          |

### Фінал
| 31 грудня 2017 12:00 | Канада | 3 : 0 (0:0, 2:0, 1:0) | Швейцарія | Вайлент Арена, Давос Глядачів: 6300 |

| Протокол | Протокол  | Протокол | Протокол | Протокол |
| -------- | --------- | -------- | -------- | -------- |
|          |           |          |          |          |
|          |           |          |          |          |
| 4 хв.    | Вилучення | 4 хв.    |          |          |
|          |           |          |          |          |

## Переможець
| Переможець Кубка Шпенглера 2017 |
| ------------------------------- |
| Канада                          |
| Збірна Канади 15-ий титул       |

## Команда усіх зірок
| Позиція              | Гравець         | Країна    | Команда     |
| -------------------- | --------------- | --------- | ----------- |
| Воротар              | Кевін Пулен     | Канада    | Канада      |
| Правий захисник      | Магнус Нюгрен   | Швеція    | «Давос»     |
| Лівий захисник       | Ерік Блюм       | Швейцарія | Швейцарія   |
| Правий нападник      | Томі Саллінен   | Фінляндія | «Давос»     |
| Центральний нападник | Ендрю Еббетт    | Канада    | Канада      |
| Лівий нападник       | Ярослав Беднарж | Чехія     | «Маунтфілд» |